# World Wide Fund for Nature
Het World Wide Fund for Nature (WWF) – waarvan de Nederlandse tak Wereld Natuur Fonds (WWF Nederland, WWF-NL) heet en de Amerikaanse World Wildlife Fund – is een wereldwijd opererende organisatie voor bescherming van de natuur. De reuzenpanda is het symbool van de organisatie.
Het WWF is een van 's werelds grootste natuurbeschermingsorganisaties, met een netwerk van kantoren in meer dan 60 landen. Het internationaal secretariaat is gevestigd in Gland (Zwitserland). Wereldwijd telt het WWF ongeveer vijf miljoen donateurs. In 2016 bedroeg het aantal donateurs in Nederland 760.000 en in België telde WWF in 2017 106.500 leden en donateurs.
Het WWF richt zich op het bouwen van een toekomst waarin mensen evenwichtig en in harmonie met de natuur leven door:
- de biodiversiteit te bewaren
- een verantwoord gebruik van hernieuwbare grondstoffen
- vermindering van vervuiling

Het WWF organiseert sinds 2007 jaarlijks Earth Hour, waarbij dat huishoudens en bedrijven worden opgeroepen om de verlichting en andere elektrische apparatuur voor een uur te doven om energiebesparing te bevorderen en de koolstofdioxide-uitstoot te verminderen.
De organisatie publiceert ook tweejaarlijks het Living Planet Report, in samenwerking met de Zoological Society of London. Kernstuk van het rapport is de Living Planet Index waarmee de biodiversiteit wordt gemeten. De index wordt aangevuld met enkele andere indicatoren, zoals de Freshwater Index. 
Ook heeft de organisatie samen met The Nature Conservancy het systeem van mariene ecoregio's van de wereld vastgesteld.

## Geschiedenis
Vier Britse natuurliefhebbers besloten in 1961 dat het dringend nodig was een internationale organisatie op te richten die zich zou inzetten voor de bescherming van de wereldwijde natuur. Het ging om: bioloog Sir Julian Huxley, ornitholoog en zakenman Guy Mountfort, het hoofd van The Nature Conservancy in Engeland Max Nicholson, en natuuronderzoeker en schilder Peter Scott, de zoon van poolreiziger Robert Falcon Scott. Scott ontwierp ook het oorspronkelijke logo (een zwart-witte panda). Het viertal vroeg Prins Bernhard om voorzitter te worden van de nieuwe organisatie. Op 11 september 1961 werd in Morges, Zwitserland, het World Wildlife Fund (WWF) opgericht. Prins Bernhard werd benoemd tot voorzitter en Peter Scott werd vicevoorzitter.
Direct na de oprichting werden overal in de wereld nationale afdelingen van het WWF opgericht. Op 11 augustus 1962 werd in Nederland het Natuur Noodfonds Nederland opgericht, waarvan de naam enkele jaren later werd gewijzigd in Wereld Natuur Fonds (WNF). Prins Bernhard werd ook president van de Nederlandse organisatie.
In de eerste jaren richtte het WWF zich uitsluitend op de bescherming van diersoorten, maar al snel werd duidelijk dat dit werk alleen kon slagen, als ook de leefgebieden van dieren werden beschermd. Daarom werd de naam al snel gewijzigd in World Wide Fund for Nature (WWF).

### Voorzitters

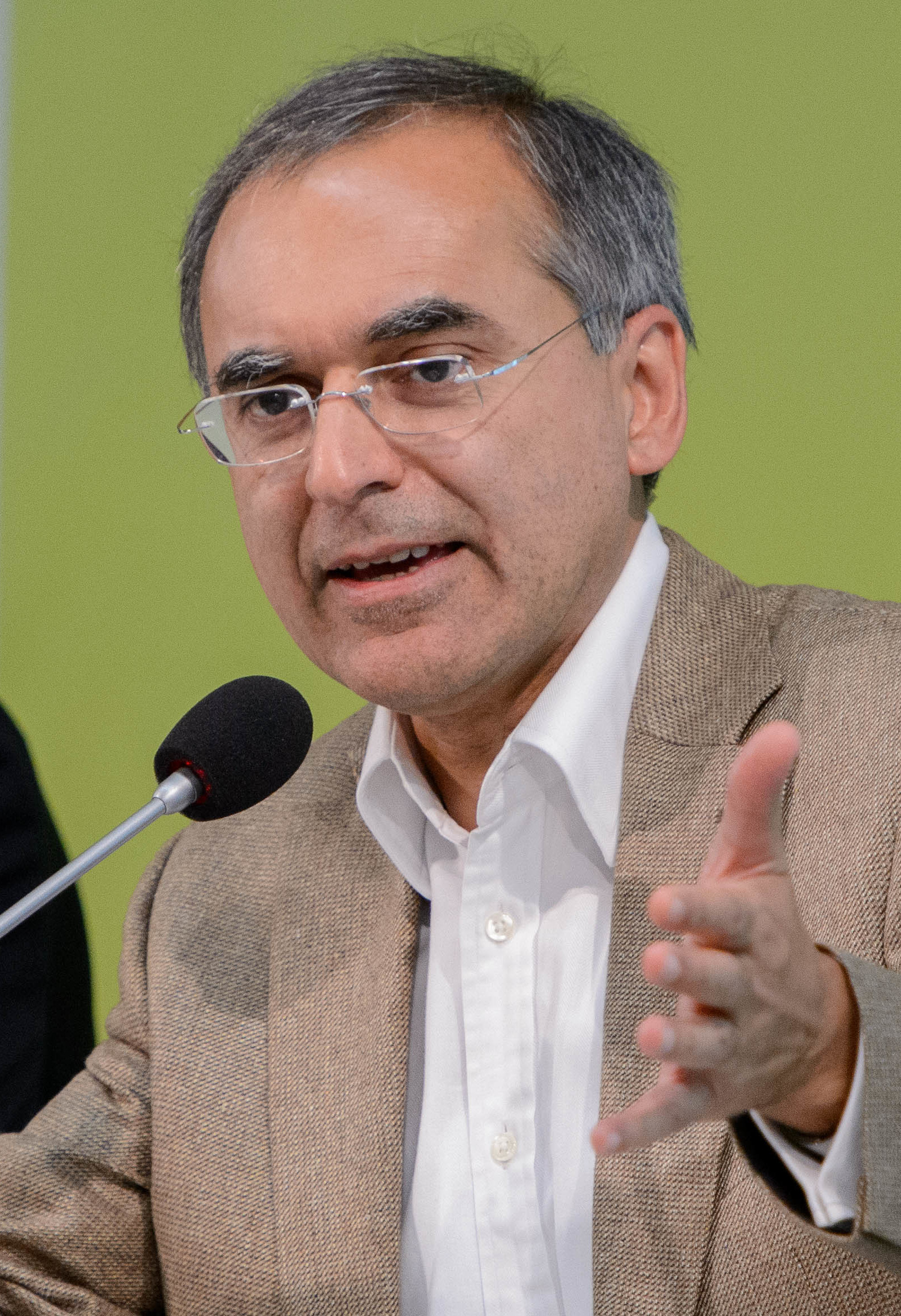
Pavan Sukhdev, voorzitter sinds 2018

- 1961-1976: Bernhard van Lippe-Biesterfeld
- 1976-1981: John Hugo Loudon
- 1981-1996: Philip van Edinburgh
- 1996-1999: Syed Babar Ali
- 2000: Ruud Lubbers
- 2000-2001: Sara Morrison
- 2002-2009: Emeka Anyaoku
- 2010-2017: Yolanda Kakabadse
- 2018-2022: Pavan Sukhdev
- 2023-heden: Adil Najam

## Damverwijderprojecten
De biodiversiteit in zoetwater wereldwijd is sinds 1970 met ruim 80% afgenomen. Hiervan zijn volgens het WWF stuwdammen de oorzaak. In Spanje, Frankrijk, Polen en Groot-Brittannië zijn naar schatting zo'n 30.000 voornamelijk kleine dammen niet meer in gebruik terwijl deze wel een bedreiging vormen voor Europese trekvis. In 2015 heeft Waterschap Rijn en IJssel twee betonnen stuwen in de Boven-Slinge (een beek bij Winterswijk) verwijderd om het stroomgebied te herstellen, met positief gevolg voor de waterkwaliteit. In de Verenigde Staten gebeurt dit zogenoemde dam removal op grote schaal.

## Kritiek
Op 4 maart 2019 berichtte de Amerikaanse nieuwssite BuzzFeed over folteringen en moorden die door paramilitaire organisaties werden begaan. De daders zouden gefinancierd worden door het WWF om stropers te bestrijden. Het WWF distantieerde zich in een officiële mededeling van de praktijken en beloofde een onafhankelijk onderzoek op te starten. Na 19 maanden van onderzoek onder leiding van Navanethem Pillay (voormalig hoge commissaris voor de Mensenrechten van de VN) concludeerde het onderzoekspanel dat WWF geen misstanden heeft gesteund, aangemoedigd of eraan mee heeft gewerkt. De parkwachters die werden beschuldigd van mensenrechtenschendingen waren in dienst van overheden en niet WWF. Het panel signaleerde wel enkele tekortkomingen en verbeterpunten.